# صعود وسقوط القوى العظمى (كتاب)
صعود وسقوط القوى العظمى: التغير الاقتصادي والنزاع العسكري من 1500 إلى 2000،  لكاتبه بول كينيدي، نُشر أول مرة في 1987، هو كتاب يكشف سياسات واقتصادات القوى العظمى من 1500 إلى 1980 وسبب أفولها. يواصل الكتاب بتنبؤ مواضع الصين، واليابان، والسوق الأوروبية المشتركة، والاتحاد السوفيتي والولايات المتحدة حتى نهاية القرن العشرين. أثار الكتاب عند ظهوره ضجة واسعة، وبيعت منه مليونا نسخة، كما تُرجم إلى 23 لغة من بينها العربية.

## ملخص
يجادل كيندي بأن قدرة قوة عظمى يمكن قياسها على النحو الملائم فقط مقارنة بقوى أخرى، ويقدم نظرية حول ذلك: هيمنة القوى العظمى (على المدى البعيد، أو في صراعات محددة) لها علاقة قوية بالموارد المتاحة والتحملية الاقتصادية؛ التمدد العسكري المفرط والأفول النسبي المصاحب هو التهديد المستمر الذي يواجه القوى ذات الطموح والمتطلبات الأمنية التي تتجاوز ما يمكن تقدمه مواردها المتاحة (ملخص في صفحتي 438-9).
خلال الكتاب، يعيد كيندي تكرار ما بينه أولًا (الصفحة 71): «المساعي العسكرية والبحرية لم تكن دائمًا سبب وجود الدول الجديدة، لكنها بالتأكيد كانت نشاطها الأكثر تكلفة وإلحاحًا»، وتظل كذلك حتى أفول القوة. ويستنتج أن الدول آفلة القوة تختبر صعوبات أكثر في الموازنة بين تفضيلاتها من البنادق، والزبدة، والاستثمارات.

### أوائل العصر الحديث
يبدأ الكتاب عند الحد الفاصل بين عصر النهضة وبدايات التاريخ المعاصر—1500 (الفصل الأول). يناقش الكتاب باختصار عالم المينغ (صفحة 4) والعالم الإسلامي (صفحة 9) في تلك الفترة، وكيفية نهوض القوى الغربية بالمقارنة مع ذَين العالمين. يتابع الكتاب بعد ذلك بترتيبٍ زمنيّ، ليستعرض تعاقب القوى مع الوقت وتأثيره على القوى العظمى و«القوى الوسطى».
ويستخدم كنيدي عدداً من القياسات لإثبات القوة الحقيقيّة والنسبيّة والكامنة للبلدان المستعرضة بالكتاب. لقد غير مقياس حساب القوة بناء على الزمن. الفصل 2, The Habsburg Bid for Mastery1519-1659 يؤكد دور ثورة العنصر البشري في تغييراسلوب أوروبا في الحروب انظر الثورة العسكرية كذلك يأكد هذا الفصل اهمية دور السياسية الأوروبية في تحديد التوازن السياسي للقوة.

### الإمبريالية الأوروبية
ويعرض الكاتب فشلَ آل هابسبورج في الفصل الثالث، مستعرضًا مواطن القوة الاقتصادية بين العامين 1660 و 1815م في كلٍ من بريطانيا وفرنسا وبلاروسيا والنمسا-هنغاريا، مقارناً تارة بين الدول التي تستطيع تمويل حروبها مثل بريطانيا وفرنسا وتارة أخرى بين الدول التي تسعى للحصول على دعم لتعزيز قوتها العسكرية ويعرض كندي في الجدول2 في الصفحة 81نفقات ومردود فترة الحرب البريطانية بين العامين 1688 و 1815 وهي توضح ان بريطانيا اقترضت ما يوازي ثلث نفقات الحرب خلال تلك المرحلة.
كذلك يؤكد الفصل على ان القوة الاقتصادية لبريطانيا من أهم العوامل الحاسمة للانتصرات على فرنسا خلال القرن الثامن عشر. وينتهي الفصل إلى حروب نابليون وتعزيز اقتصاد بريطانيا بالصناعات المكتشفة حديثاً.

### الثورة الصناعية
الفصلين التالين، يعتمد كينيدي بشكل كبير على حسابات بايروش في التصنيع والتي يقيس فيها كل الدول بمؤشر، حيث 100 في هذا المؤشر هي معدل التصنيع للفرد البريطاني في عام 1900. المملكة المتحدة نمت من 10 في عام 1750, إلى 16 في عام 1800, و 25 في عام 1830,و 64 في عام1860,, و87 في عام 1880, إلى 100 في عام 1900 (راجع صفحة 149). خلاف فرنسا حيث نمى نصيب الفرد من التصنيع من 9 في عام 1750, و9 في عام 1800, و 12في عام 1830, و20 في عام 1860, و28 في عام 1880, و 39 في عام 1900. الحصص المتباينة لمخرجات الإنتاج العالمي استغلت لتقييم مواطن القوة والضعف للدول العظمى (يبدأ ظهورها في الصفحة )149 على سبيل المثال الصين بدأت بـ 32.8% من مجمل الإنتاج العالمي وذلك في عام 1750م ونزل إلى 19.7% في عام 1860 في أعقاب حرب الافيون وتمرد تياننغ، و 12.5% في عام 1860 بينما كانت نسبة بريطانيا من الإنتاج العالمي 1.9% في عام 1750, لينمو إلى 19.9% في عام 1860, 22.9% في 1880.

### القرن العشرين
مقاييس القوة في القرن العشرين (الصفحات من 100 إلى 203) تستخدم حجم السكان، ومعدلات التحضر، ومستويات بيروش للتصنيع للفرد، وإنتاج الحديد والفولاذ، واستهلاك الطاقة (...)، والناتج الصناعي الإجمالي للقوى، لقياس قوة الدول العظمى المختلفة.
بول أيضاً ركز على زيادة الإنتاجية على أساس التدخلات المنظمة أو الممنهجة التي تؤدي إلى النمو الاقتصادي والازدهار للقوى العظمى في القرن العشرين.
يقارن كنيدي بين القوى العظمى مع مطلع القرن العشرين، ويتنبَّأ بانحطاط الاتحاد السوفيتي، وصعود الصين واليابان، وكفاح وجهود السوق الأوروبية المشتركة، والانحطاط النسبي للولايات المتحدة الأمريكية. - ويتوقع ان أي عجز أو قصور بالتمويل، خصوصا على الجانب العسكري سيؤدي إلى أفول نجم أي قوة عظمى.

### عن الولايات المُتحدة الأمريكية
من الحرب الاهلية وحتى منتصف القرن العشرين، استفادت الولايات المتحدة من وفرة المواد الاولية وازدياد انتاجها الزراعي والتطور التكنولوجي وتدفق رؤوس الأموال في خلال هذه المرحلة لم تضطر الولايات المتحدة للتعامل مع أي خطر خارجي وبين العامين 1860 و1914 ازدادة صادرات الولايات المتحدة سبعة اضعاف محققة فائض تجاري ضخم وبحلول العام 1945 تمتع الاقتصاد الأمريكي بانتاجية عالية وبقي الاقتصاد الوحيد السليم بعد الحرب العالمية الثانية من العام 1960 وصاعداً, شهدت حصة الولايات المتحدة من الإنتاج والتجارة العالمية تراجع نسبي وبحلول العام 1980, شهدت الولايات المتحدة تراجعاً مستمراً في صادراتها من السلع الزراعية والصناعية . وفي غضون سنوات قليلة، تحولت الولايات المتحدة من أكبر دائن إلى أكبر مدين. تزامنا ً مع ازدياد الدين الفدرالي بوتيرة متسارعة. وهذه حالة مثالية من سير تراجع القوى المهيمنة.
واجهت أمريكا نفس مشكلات القوى العظمى المعتادة، من ضمنها الموازنة بين البندقية ورغيف الخبز والاستثمار في النمو الاقتصادي الإلتزام العسكري المتزايد للولايات المتحدة في كل قارة (بإستثناء القارة القطبية الجنوبية) والتكفلة المتزايدة للمعدات العسكرية تحد بشدة من الخيارات المتاحة. يقارن المؤلف بين حال الولايات المتحدة وبريطانيا في مرحلة ما قبل الحرب العالمية الأولى وعلق قائلا ان خريطة مرتكزات الولايات المتحدة هي نفسها في خريطة بريطانيا ما قبل الحرب العالمية الأولى، عندما يزداد الانفاق العسكري فأنه لا يأتي الا على حساب النمو الاقتصادي، مما يقود في النهاية إلى انكماش اقتصادي ومزيد من الضرائب، وتعميق الشقاق حول اولويات الانفاق المحلي وضعف متزايد في تحمل العبئ الدفاعي، ينصح السيد كندي بالنصائح التالية.

## خرائط وجداول ومُخططات
الكتاب يحتوي على 12 خريطة، 49 جدول و 3 رسوم بيانية لمساعدة القارئ على فهم النص.

## معلومات النشر
الصعود والسقوط للقوى العظمى هو الكتاب الثامن والأكثر شهرة للمؤرخ بول كينيدي وصلت لرقم ستة في قائمة أفضل الكتب المطبوعة في عام 1988 في عام 1988، حصل المؤلف على جائزة ولفسون في التاريخ لعمله هذا.
أُعيد نشره في يناير 1989، وأخذ ترقيمه الدولي (معكوسة) ؛ 0-679-72019-7، وبلغ عدد صفحاته 704 صفحة.

## وصلات خارجية
- صعود وسقوط القوى العظمى على موقع الموسوعة البريطانية (الإنجليزية)